# Ceanothus thyrsiflorus
Ceanothus thyrsiflorus — вид квіткових рослин родини жостерові (Rhamnaceae). Ендемік США.

## Назва
Латинський видовий епітет thyrsiflorus походить від давньогрецького θύρσος (означає «зв'язана волоть, вінок або тирсос») і латинського florum («квітка»). Отже, thyrsiflorus означає приблизно «з квітами, розташованими у формі згорнутої волоті або посоха тирсоса».
Термін «каліфорнійський бузок» застосовується до цього та інших видів цеанотуса, хоча він не має тісного відношення до справжнього бузку з роду Syringa.

## Поширення
Вид поширений вздовж тихоокеанського узбережжя у штатах Орегон і Каліфорнія. Росте на тінистих пагорбах, узліссях або берегах струмків.

## Опис
Вічнозелений чагарник заввишки до 12 метрів і діаметром стовбура до 35 сантиметрів. У відкритих для вітру місцях досягає висоти лише 0,3-0,6 метра, але все ще цвіте і плодоносить. Розпадається на кілька стовбурів на висоті 1,5-2,0 метра. Кора тонка з червонувато-коричневою поверхнею, яка нашарована лусками.
Прості та черешкові листки розташовані почергово. Листя від яйцеподібної до оберненояйцеподібної або еліптичної форми, від тупих до округлих, рідко загострених. Листя з нижньої сторони світліше, злегка опушене до майже голих, зверху темно-зелене. Жилки потрійні. Прилистки опадаючі.